# Mark Rothko
Mark Rothko, rođen kao Маркус Яковлевич Роткович (Markus Jakovljevič Rotkovič) (25. rujna 1903., Dvinsk, Vitebska gubernija, Rusko Carstvo (danas Daugavpils, Latvija) — Manhattan, New York, SAD, 22. veljače 1970.) je bio rusko-latvijsko-američki slikar; jedan od glavnih predstavnika apstraktnog ekspresionizma. 

## Životopis
Rođen je 1903. kao četvrto dijete u obitelji židovskih ljekarnika. Već 1913. obitelj se preselila u SAD (Portland u državi Oregon) kako bi izbjegli novačenje u Carskoj Rusiji. Markus je studirao u New Yorku na Sveučilištu Yale. U siječnju 1940.,zbog rastućeg antisemitizma u Americi i Europi, promijenio je prezime u Rothko.
Najprije su na njega su utjecali nadrealisti, ali je u njegovom djelu vidljiv i utjecaj Matissa. Rothko je osobito poznat po svojim velikim slikama uljenim bojama s monokromatskim površinama koje se pretapaju. Neke od ovih slika su više od 3 metra. Mark Rothko je rijetko davao komentare o svojim djelima, osobito poslije 1950. Govorio je kako: „Slike moraju biti tajanstvene.“
Nakon godina bolesti srca, bračnih nemira i otuđenja, Rothko je izvršio samoubojstvo u svom ateljeu 25. veljače 1970. god.
U svibnju 2012. Rothkova slika Narančasto, crveno, žuto je prodana u aukcijskoj kući Christie's u New Yorku za 86,9 milijuna $, postignuvši rekord za sliku poslijeratnog umjetnika. No, ovaj rekord je srušila prodaja Rothkove slike Broj 6. (Lavanda, zeleno i crveno) koju je Christian Moueix u kolovozu 2014. godine posredovanjem Yvesa Bouviera prodao Dmitriju Rubolovljevu za 186 milijuna $.

## Vanjske poveznice
- Rothko u Nacionalnoj galeriji u Washingtonu  Arhivirana inačica izvorne stranice od 24. siječnja 2008. (Wayback Machine)
- Pojedina djela  Arhivirana inačica izvorne stranice od 1. srpnja 2016. (Wayback Machine)
- Biografija i kritika